# Людоговский, Антоний Степанович
Анто́ний Степа́нович Людого́вский (1878—1960) — русский офицер (полковник), георгиевский кавалер, эмигрант первой волны.

## Биография
Сын православного священника Степана Ивановича Людоговского. Уроженец Полтавской губернии. Среднее образование получил в Полтавской духовной семинарии (окончил два класса).
Воинскую повинность отбывал с июня 1899 года в 16-м пехотном Ладожском полку вольноопределяющимся 2-го разряда. По увольнении в запас, 27 сентября 1902 года был произведен в прапорщики запаса армейской пехоты по Золотоношскому уезду.
В русско-японскую войну был призван из запаса в 36-й пехотный Орловский полк, участвовал в военных действиях. За боевые отличия награждён орденом Св. Анны 4-й степени с надписью «За храбрость». По окончании войны остался на военной службе и в 1910 году окончил Чугуевское пехотное юнкерское училище по 1-му разряду; был выпущен подпоручиком в 10-й гренадерский Малороссийский полк. 6 июня 1912 года переведен в 182-й пехотный Гроховский полк. Произведен в поручики 15 декабря 1913 года, служил младшим офицером в 11-й роте.
Участник Первой мировой войны. С началом войны был переведен в 203-й пехотный Сухумский полк. Удостоен ордена Св. Георгия 4-й степени:
..за то, что 9 июля 1915 года у с. Майдан-Хута во главе своей роты, увлекая ее примером, первым ворвался в окоп противника, лично зарубил двух немцев, выбил противника из окопов и, обратив его в бегство, захватил пленных.
Произведен в штабс-капитаны 21 декабря 1915 года «за отличия в делах против неприятеля». Позднее был прикомандирован к 201-му пехотному Потийскому полку.
Произведен капитаны 12 мая 1916 года, в подполковники — 8 мая 1917 года.
В Гражданскую войну участвовал в Белом движении на Юге России. Во ВСЮР — в составе сводного полка 15-й пехотной дивизии. Участвовал в Бредовском походе, в мае—июне 1920 года находился в лагере Пикулицы, в феврале—марте 1921 года — в составе 2-го стрелкового полка 3-й русской армии в Польше. На 10 сентября 1923 года — в лагере Щалково, 19 мая 1924 года убыл из лагеря Стржалково во Францию.
В эмиграции жил во Франции, в городе Монтаржи. Председатель Объединения бывших военнослужащих в провинции Монтаржи. Возглавлял местный отдел Русского общевоинского союза (РОВС).
Во время Второй мировой войны — в составе Русского корпуса.
После войны жил в Германии, последние годы провел в доме престарелых. Скончался в Дорнштадте 3 января 1960 года. Был женат (1909) на Варваре Михайловне Бересторубе.

А. С. Людоговский в 1948 году. Фотография с карточки «Ди-Пи».

## Награды
- Орден Святой Анны 4-й ст. с надписью «За храбрость» (утв. ВП 30.04.1906)
- Медаль «В память русско-японской войны» (светло-бронзовая, 1906)
- Медаль «В память 300-летия царствования Дома Романовых» (1913)
- Орден Святого Станислава 3-й ст. с мечами и бантом (утв. ВП 09.08.1915)
- Орден Святой Анны 3-й ст. с мечами и бантом (утв. ВП 02.10.1915)
- Орден Святого Георгия 4-й ст. (утв. ВП 26.03.1916)
- Орден Святого Станислава 2-й ст. с мечами (утв. ВП 06.10.1916)
- Орден Святого Владимира 4-й ст. с мечами и бантом (утв. ВП 22.10.1916)